# Permette? Alberto Sordi
Pour plus de détails, voir Fiche technique et Distribution.
Permette? Alberto Sordi (littéralement en français : « Puis-je ? Alberto Sordi ») est un film biographique italien réalisé pour la télévision par Luca Manfredi et sorti le 24 mars 2020.
Le film suit vingt ans de vie d'Alberto Sordi, de 1937 à 1957, de ses débuts à sa célébrité, retraçant ses amitiés, ses amours et sa carrière ; le film est l'une des initiatives prévues pour le centenaire (15 juin 2020) de la naissance de l'acteur romain.

## Synopsis
Alberto Sordi est licencié de l'hôtel milanais où il travaille comme huissier car, selon le directeur, il aurait dérangé Vittorio De Sica et serait arrivé plusieurs fois en retard. Quelque temps après, il est expulsé de l'Accademia dei Filodrammatici à cause de son accent romain prononcé et donc il retourne à Rome. Il trouve du travail en tant que figurant  à Cinecittà, apparaissant dans le film Scipion l'Africain (1937) dans le rôle d'un soldat romain. Ensuite, il est chargé du doublage d'Oliver Hardy, du duo d'acteurs Laurel et Hardy, fait ses débuts au théâtre en compagnie d'Aldo Fabrizi et commence à travailler dans les variétés et pour la radio, étant également remarqué par De Sica dans son premier film de protagoniste absolu, Mamma mia che impressione! (1951). Pendant ces années, Sordi se liera d'amitié avec un autre débutant, Federico Fellini, qui marquera le début de sa célébrité, aura une sympathie pour la belle Jole, tailleuse à Cinecittà, et aussi une relation avec Andreina Pagnani, de quinze ans son aînée ; il fera face à la mort de ses parents et restera en particulier affligé de la perte de sa chère maman.

## Fiche technique
- Titre original : Permette? Alberto Sordi
- Réalisation : Luca Manfredi
- Photographie : Stefano Ricciotti
- Montage : Luciana Pandolfelli
- Musique : Paolo Vivaldi (it)
- Pays d'origine :  Italie
- Langue : italien
- Format : couleur
- Genre : Film biographique
- Durée : 100 minutes
- Dates de sortie :
  -  Italie : 24 mars 2020

## Distribution
Le film a été distribué en tant qu'événement spécial dans les cinémas italiens les 24, 25 et 26 février 2020 pour être diffusé en prime time sur Rai 1 le 24 mars 2020.

## Critiques
Le cousin de Sordi, Igor Righetti (it), critique le film sous tous ses aspects, déclarant au Corriere della Sera :

« L'interprétation d'Edoardo Pesce est une imitation ratée : mettre une prothèse de nez et singer l'accent romain ne suffisent pas pour devenir Alberto Sordi. Pesce ne perce pas à l'écran, au mieux il l'égratigne. Nous, les membres de la famille, sommes tous déçus, tant pis : c'était une occasion manquée. Toujours est-il que le film a été présenté avec l'idée de montrer un Sordi inédit et inconnu, mais il n'y a rien de nouveau, rien qu'on ne trouve sur Wikipédia. Et puis, il y a beaucoup d'inexactitudes, de calomnies et de méchancetés. Moi qui ai connu Sordi, je ne l'ai pas reconnu : tout au long du film, il est dépeint comme un chien battu. Sa profonde religiosité est totalement absente : il était fervent catholique, dans sa chambre il avait un prie-Dieu où il priait chaque jour, dans le jardin il avait une statue de la Vierge. On ne peut pas ignorer un aspect tellement important de sa vie. C'est pourquoi je me demande pourquoi ne pas avoir contacté les membres de la famille. Ou, sinon nous, au moins les fan clubs qui savent vraiment tout sur Sordi. »

— 24 mars 2020, Igor Righetti,,